# Benjamin Coakwell
Benjamin „Ben“ Coakwell (* 25. Juni 1987 in Regina, Saskatchewan) ist ein kanadischer Bobfahrer.

## Karriere
Benjamin Coakwell war während seines Studiums für das Canadian-Football-Team der University of Saskatchewan als Runningback aktiv. Aufgrund seiner Geschwindigkeit und Größe wurde der kanadische Bobverband auf ihn aufmerksam. Coakwell nahm im März 2012 an Probetraining teil und debütierte bereits im November im Weltcup als Anschieber von Chris Spring im Zweierbob.
Bei den Olympischen Winterspielen 2014 gehörte Coackwell zur Crew von Justin Kripps im Viererbob-Wettkampf. Im zweiten Lauf stürzte der Bob, wodurch sich Coackwell und Cody Sorensen verletzten und durch andere Anschieber ersetzt werden mussten. Der Bob belegte am Ende den 27. Platz. Im Folgejahr gab Coackwell sein WM-Debüt. Mit dem Vierer von Kripps klassierte er auf Rang 13.
Bei seiner zweiten Olympiateilnahme in Pyeongchang 2018 ging Coackwell zusammen mit Cam Stones und Joshua Kirkpatrick im Viererbob von Nick Poloniato an den Start. Die Crew wurde Zwölfter.
Nach einigen zweiten und dritten Plätzen konnte Coackwell im Februar 2019 seinen ersten Weltcupsieg im Bob von Justin Kripps feiern. Wenige Wochen später gewann er zusammen mit Kripps, Ryan Sommer und Cam Stones bei der Weltmeisterschaft die Bronzemedaille. In der gleichen Besetzung konnte die Crew bei den Olympischen Winterspielen 2022 in Peking im Viererbob-Wettkampf erneut die Bronzemedaille gewinnen.